# Índice pupal

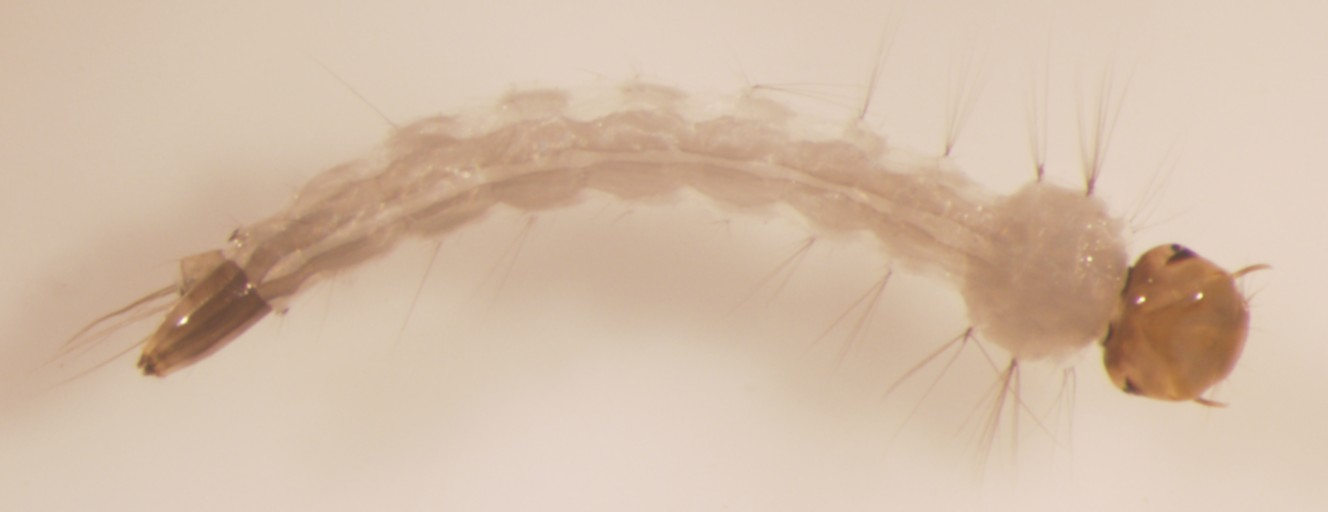
Larva de Aedes aegypti.

El índice Pupal (IP) es un indicador que especifica el porcentaje de crisálidas en un contenedor con agua donde se encuentran las pupas del mosquito transmisor del virus del dengue. Es un gran estimador de la población adulta de mosquitos. Consiste en contabilizar las pupas existentes en un recipiente, contenedor o envase y proceder a hacer una estimación general.

## Razón
La razón es:
- IP = (# de pupas * 100 /# casas inspeccionadas)